# 강기원 (축구 선수)
강기원(康己源, 1981년 10월 7일~)은 대한민국의 은퇴한 축구 선수이다.

## 구단 경력
고려대학교 4학년 때 발목이 꺾이는 부상을 당해 대학교에서의 마지막 1년을 쉬어야했다.
2004년 울산 현대 호랑이에 입단했고, 실력을 키워나갔지만 주전으로서 뛰지는 못하였다. 이후 2006년 경남 FC로 이적하면서 선발과 교체를 오가면서 출전하였다. 박항서 감독은 그를 자주 출전시켰으나 조광래가 경남 FC의 감독으로 부임한 후에는 주전에서 밀려버리고 말았다.
2009년 상무 입대에 실패한 후 K3리그 팀인 양주 시민 축구단에 입단했고, 같은 해 고향 팀인 청주 직지 FC에서 뛰었다.
전역 후 청주 직지를 떠나 부산교통공사에 입단하여 뛰었다.